# Acerocephala pacifica
Acerocephala pacifica är en stekelart som beskrevs av Boucek 1988. Acerocephala pacifica ingår i släktet Acerocephala och familjen puppglanssteklar. Inga underarter finns listade i Catalogue of Life.